# Rodópoli (Attique)
Rodópoli, en grec moderne : Ροδόπολη, est une agglomération du dème de Diónysos en Attique de l'Est, au nord d'Athènes, en Grèce. 
Selon le recensement de 2011, sa population s'élève à 2 078 habitants.